# アボカドスープ

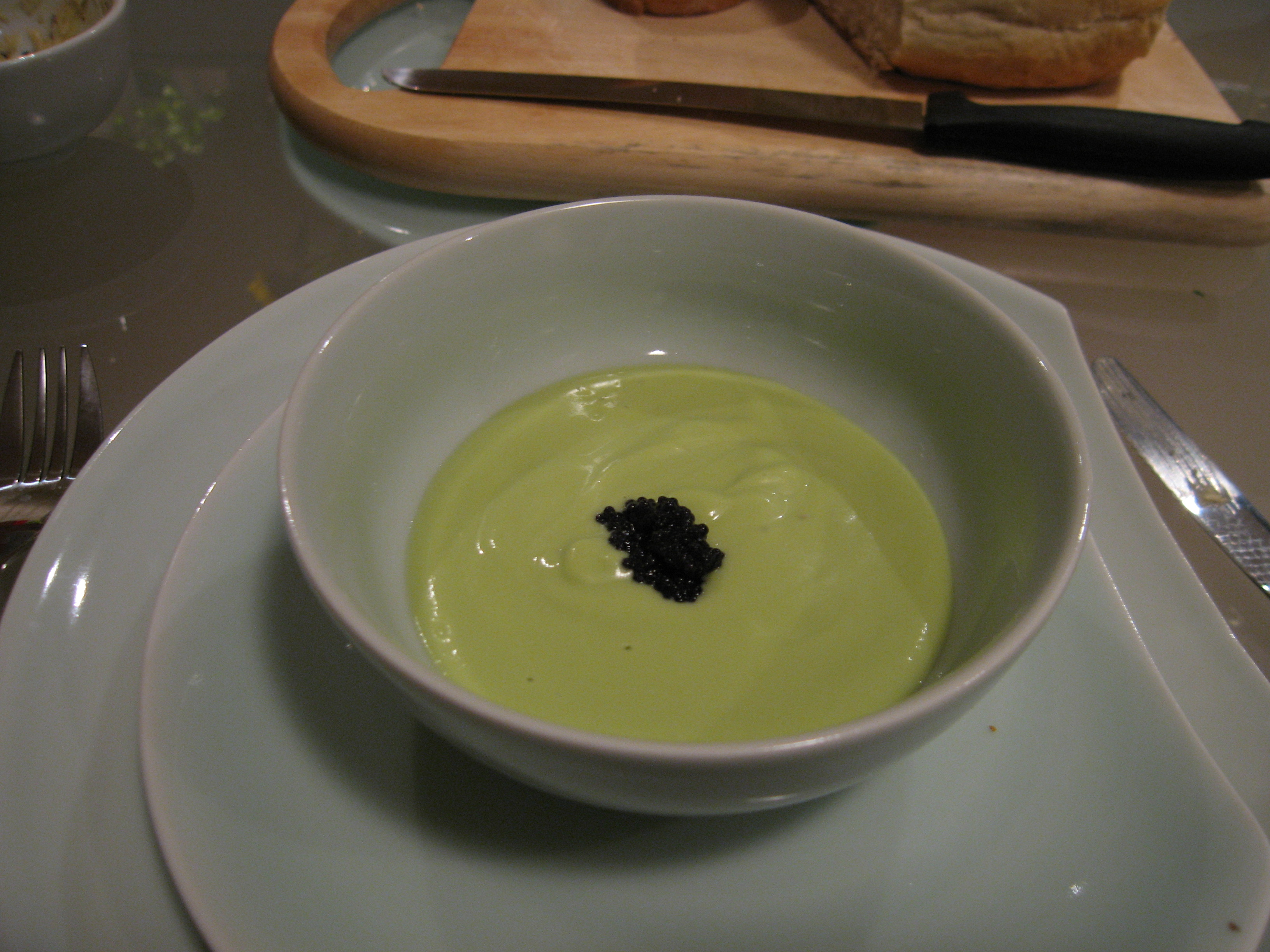
キャビアを飾ったアボカドスープ

アボカドスープ(Avocado soup)は、アボカドを主材料として用いたフルーツスープである。熟したアボカドと牛乳、クリーム、バターミルク、フォンまたはブロス、水、ライム果汁、レモン果汁、食塩、コショウ等を用いる。さらに、タマネギ、エシャロット、ニンニク、ホットソース、コリアンダー、レッドペッパー、クミン等を用いることもある。スープの濃度を薄めるためには、さらに水を加える。メキシコの広い地域で伝統料理として食べられている。
スープに使うアボカドは、ピュレまたはマッシュにする。薄切りや角切りのアボカドを飾りに使うこともある。その他、薄切りのライム、サワークリーム、チャイブ、カニ肉、エビ、ピコ・デ・ガヨ等を飾りに用いることもある。冷たいまたは温かい状態で飲む。
酸化によりアボカドの色が褐色化するため、アボカドスープの色は、時間を経ることに変わるが、風味には影響しない。時間をあまりかけず、比較的容易に作れる料理である。